# Svetlana Dmitrenco
Svetlana Dmitrenco (n. 19 august 1951, Chișinău) este o sociologă, pedagogă și cercetătoare sovietică și moldovenească, cercetător științific principal la Institutul de Filosofie, Sociologie și Drept al Academiei de Științe a Moldovei, doctor habilitat în științe sociologice, candidat în științe filozofice, membră a Asociației Sociologilor și Demografilor din Republica Moldova. A realizat cercetări științifice în domeniul sociologiei, a participat la organizarea și conducerea diverselor programe sociologice naționale și internaționale, a predat și a condus activități științifice în instituții de învățământ superior, a coordonat cercetări științifice, a editat și recenzat lucrări științifice și a condus organizații sociologice neguvernamentale. Este autor sau coautor a peste 200 de publicații științifice, incluzând 9 monografii, numeroase broșuri și peste 150 de articole în cărți și reviste științifice din Republica Moldova, Rusia, România, Țările de Jos și Ucraina.

## Biografie
Svetlana Dmitrenco s-a născut la 19 august 1951, în Chișinău, pe atunci capitala RSS Moldovenești. Tatăl său, Matus Iakovlevici Livșiț (1920–2008), a fost specialist în domeniul artei academice și decorative contemporane din Moldova, doctor în științe ale artei, cercetător științific principal la Institutul de Etnografie și Științe ale Artei al Academiei de Științe a Moldovei, artist emerit al Moldovei. Acesta era fiul lui Iakov Izrailevici Livșiț (1894–1921), responsabil în 1918 de cursurile cluburilor din Armata I de Cavalerie, iar ulterior inspector al Comisariatului Poporului pentru Educație pentru școlile din Ucraina, și al Rahilei Evseevna Turovskaia (1890–1971), absolventă a Institutul Pedagogic Feminin Frebel din Kiev, metodist în educația preșcolară. Mama sa, Lidia Germanovna Jabitskaia, a fost candidată în științe psihologice, conferențiară la Universitatea de Stat din Chișinău și Institutul Pedagogic „Ion Creangă”. Era fiica lui German Konstantinovici Jabitski (1900–1976), candidat în științe agricole, director al Stației de Selecție de Stat din Amur și primul director al Institutului Agricol de Stat din Blagoveșcensk (astăzi Universitatea Agrară de Stat din Extremul Orient), și a Verei Florianovna Jabitskaia (născută Gordilovskaia) (1902–1994), bibliotecar.
A absolvit școala medie în Chișinău, iar între 1967 și 1972 a fost studentă la Facultatea de Economie a Institutului Politehnic din Chișinău. Între 1972 și 1973 a lucrat ca economist la Direcția de Statistică din Chișinău. 
În 1980 a finalizat studiile de doctorat la Institutul de Cercetări Sociologice al Academiei de Științe a URSS din Moscova, unde a susținut teza de doctorat pentru obținerea gradului de candidat în științe filozofice, intitulată „Adaptarea productivă a migrantului rural” (rusă: Производственная адаптация сельского мигранта). 
În 2000, la Academia de Științe a Republicii Moldova, sub conducerea științifică a profesorului A. I. Timuș, a susținut teza de doctor habilitat în științe sociologice cu tema: „Omul pe piața muncii: Probleme sociale ale ocupării forței de muncă și șomajului”.
Din 2007, împreună cu soțul său, Băno Axionov, locuiește în Germania.

### Activitate științifică și pedagogică
Între 1974 și 1983, Svetlana Dmitrenco a fost cercetător științific la Institutul de Economie al Academiei de Științe a Moldovei, unde a realizat studii privind situația socială în republică. În 1982, a fost laureată a Concursului Unional al Tinerilor Oameni de Știință și Specialiști în Științe Sociale pentru monografia „Производственная адаптация сельского мигранта”..
Între 1983 și 1988, a fost conferențiară la Institutul de Arte „G. Muzicescu” din Chișinău, unde a predat cursuri de sociologie și a coordonat activitatea Societății Științifice a Studenților. 
Din 1988, cercetător științific superior, apoi cercetător științific conducător și cercetător științific principal la Institutul de Filosofie, Sociologie și Drept al Academiei de Științe a Moldovei. A realizat analize sociologice, a pregătit comunicări științifice, a susținut intervenții la radio și televiziune, a efectuat cercetări sociologice practice, a publicat regulat articole despre probleme sociale în ziarul „Kishinevskie Novosti” și a realizat studii privind situația socială în Republica Moldova..
În 1993, a primit un grant de la Universitatea Central-Europeană (Praga) pentru susținerea cercetărilor științifice. Între 1995 și 1996, a fost unul dintre conducătorii organizației sociologice neguvernamentale „Contranomia”. 
Între 1996 și 1997, a condus organizația „Moldova Modernă”, realizând cercetări sociologice în colaborare cu Banca Mondială. 
Din 1997, este manager al proiectelor de cercetare în Institutul neguvernamental de Cercetări Sociale și Economice „Atitudine”. Între 1999 și 2000, a fost manager al Proiectului Internațional de Cercetare „Sănătatea și înțelegerea publică”. 
În 2001, a fost cercetător științific la Universitatea din Washington (SUA). În 2002, a fost invitată de DAAD la Universitatea Johannes Gutenberg din Mainz. 
Din 2003, este membră a consiliului doctoral în sociologie al Moldovei. Între 2006 și 2008, a fost director al Proiectului Internațional de Cercetare 0605 CRU „Optimizarea proceselor de transformare în Moldova (perioada post-sovietică)”. 
În 2006, a fost distinsă cu „Diplomă de merit” a Academiei de Științe a Moldovei pentru succese remarcabile în dezvoltarea științei și cu ocazia aniversării a 60 de ani de la înființarea Academiei de Științe a Moldovei..
A predat cursuri de sociologie la Institutul de Filosofie, Sociologie și Drept al Academiei de Științe a Moldovei și alte instituții de învățământ superior din Chișinău. A fost membră a consiliilor științifice ale Institutului de Cercetări Juridice, Politice și Sociologice, a coordonat proiecte internaționale, inclusiv în colaborare cu Organizația Mondială a Sănătății și Banca Mondială. Este membră a Asociației Sociologilor și Demografilor din Republica Moldova și a altor organizații profesionale. A participat ca expert la elaborarea politicilor de ocupare a forței de muncă în Republica Moldova și a fost implicată în activități de cercetare în cadrul programului IREX (International Research & Exchanges Board).

## Lucrări științifice
Svetlana Dmitrenco este autor sau coautor a peste 200 de lucrări științifice, incluzând 9 monografii, peste 30 de broșuri și peste 150 de articole științifice publicate în reviste și culegeri din Republica Moldova, Rusia, România, Țările de Jos și Ucraina. Lucrările sale abordează teme precum sociologia muncii, migrația rural-urbană, șomajul, sănătatea populației, educația și relațiile interetnice.

### Monografii
- Дмитренко, С. М. (1981). Производственная адаптация сельского мигранта: О судьбе новичка в городе (în în rusă). Chișinău: Știința. p. 106.[21][22][23][24][25][26].
- Дмитренко, С. М.; Цуркан, В. М. (1988). Аудитория клуба, как объект для социологического исследования (în în rusă). Chișinău: Editura USM. p. 74.
- Дмитренко, С. М. (1993). Социологические исследования безработицы в городских условиях (în în rusă). Chișinău: Institutul Moldovenesc de Cercetare Științifică și Informații Tehnico-Economice. p. 67.
- Дмитренко, С. М. (1998). Самостоятельная предпринимательская деятельность: Социальные аспекты (în în rusă). Chișinău.
- Дмитренко, С. М. (1999). Человек на рынке труда: Социальные проблемы занятости и безработицы (în în rusă). Chișinău: Institutul de Filosofie, Sociologie și Drept al Academiei de Științe a Moldovei. p. 234.
- Dmitrenco, S. M.; Mocanu, V. I.; Reniță, V. V. (2001). Probleme sociale ale utilizării resurselor energetice în Moldova: manuscris. Chișinău: Academia de Științe a Moldovei, Institutul de Filosofie, Sociologie și Drept. p. 123.
- Dmitrenco, S. M.; Mocanu, A. A.; Mocanu, V. I. (2003). Inegalitatea patrimonială și comportamentul social în condițiile satului moldovenesc contemporan: manuscris. Chișinău: Institutul de Filosofie, Sociologie și Drept al Academiei de Științe a Moldovei. p. 37.
- Dmitrenco, S. M.; Mocanu, A. A.; Mocanu, V. I. (2003). Reforma sistemului de ocrotire a sănătății: comportamentul social și opinia publică: manuscris. Chișinău: Academia de Științe a Moldovei, Institutul de Filosofie, Sociologie și Drept. p. 92.
- Dmitrenco, S. M.; Mocanu, V. I.; Rusandu, I. K. (2007). Societatea contemporană: Aspecte social-economice și politice: Analiza opiniei publice. Chișinău: Știința. p. 168. ISBN 978-9975-67-186-6.[27].

### Broșuri
- Дмитренко, С. М. (1988). Методология и методика социологических исследований культурно-просветительной работы (în în rusă). Chișinău: Ministerul Învățământului Superior și Mediu al RSSM; Institutul Moldovenesc de Arte. p. 24.
- Дмитренко, С. М.; Цуркан, В. М. (1988). Аудитория клуба как объект социологического исследования: метод. разраб. для студентов-заочников II—III курсов специализации «Организатор-методист КПР» (în în rusă). Chișinău: USM.
- Дмитренко, С. М. (1989). Социально-демографические проблемы в МССР: [метод. рекомендации: в помощь лектору] (în în rusă). Chișinău: Societatea „Cunoaștere” a RSSM. p. 19.
- Дмитренко, С. М. (1993). Социологические исследования безработицы в условиях города (în în rusă). Chișinău: Academia de Științe a Republicii Moldova. p. 67.
- Дмитренко, С. М. (1998). Самостоятельная занятость: Социальный аспект (în în rusă). Chișinău: Institutul Moldovenesc de Cercetare Științifică și Informații Tehnico-Economice. p. 22.
- Dmitrenco, S. M.; Falcă, A.; Mocanu, V. I.; Reniță, V. (1998). Asociațiile de proprietari ai apartamentelor private: necesitate sau iluzie? Scara Nr. 5: publicație specială pentru orășeni. Chișinău. p. 16.
- Dmitrenco, S. M.; Mocanu, A. A.; Mocanu, V. I. (2003). Inegalitatea patrimonială și comportamentul social în condițiile satului moldovenesc contemporan: manuscris. Chișinău: Academia de Științe a Moldovei, Institutul de Filosofie, Sociologie și Drept. p. 37.

### Articole selectate în cărți
- Дмитренко, С. М. (1982), „Социальные проблемы усиления стабильности производственного коллектива”, Молодёжь и научно-технический прогресс (în rusă), Кишинёв: Штиинца: 35–36
- Дмитренко, С. М. (1983), „Рациональное использование трудовых ресурсов и формирование стабильных производственных коллективов”, Управление социальными процессами в трудовых коллективах (în rusă), Кишинёв: Штиинца: 45–50
- Дмитренко, С. М. (1984), „Молодой учёный: успехи и проблемы”, Социальная и трудовая активность молодёжи (în rusă), Кишинёв: Штиинца: 60–65
- Дмитренко, С. М.; Илларионова, Н. В. (1985), „Экологическое воспитание в условиях социалистического города”, Коммунистическое воспитание трудящихся: Опыт и проблемы (în rusă), Кишинёв: Штиинца: 70–75
- Дмитренко, С. М. (1986),  Тимуш, А. И., ed., „Миграционные процессы село–город: социальные аспекты трудовой маятниковой миграции в МССР”, Развитие социальных отношений в трудовых коллективах (în rusă), Кишинёв: Штиинца: 79–97
- Дмитренко, С. М. (1990), „Социальные проблемы стимулирования труда в науке”, Проблемы деятельности учёного и научных коллективов (în rusă), Ленинград: Академия наук СССР, 1: 41–42
- Дмитренко, С. М. (1991), „Преодоление отчуждения труда как фактор обновления”, Переход к рыночной экономике: Социальные проблемы (în rusă), Кишинёв: Штиинца: 55–60
- Дмитренко, С. М.; Кац, Э. М. (1992), „Социальные ориентации студенчества: проблемы формирования”, Люди и ситуации: Изменение социальной ориентации (în rusă), Кишинёв: Штиинца: 30–35
- Дмитренко, С. М. (1993), „Молодёжь в поисках работы”, Проблемы молодёжи (în rusă), Кишинёв: Академия наук Республики Молдова: 25–30
- Dmitrenco, S. M. (1993), „Sоциальная характеристика городской безработицы”, Problemele social-juridice ale tranziției la economia de piață (în rusă), Chișinău: Știința: 121–122
- Dmitrenco, S. M. (1995), „Проблемы занятости переходного периода как фактор противоправного поведения”, Criminological Situation and Security in Society (în rusă), Chișinău: Academia de Științe a Moldovei: 60–68
- Dmitrenco, S. M. (1996), „Социальные аспекты занятости и безработицы в переходный период”, Realitatea socială: Procese de transformare și interacțiune în societate (în rusă), Chișinău: Academia de Științe a Republicii Moldova: 97–106
- Дмитренко, С. М. (1997), „Молодёжь на рынке труда: по материалам Республики Молдова”, Региональная социальная политика: Молодёжный аспект (în rusă), Нижний Новгород: Издательство Нижний Новгород: 40–45
- Дмитренко, С. М. (1997), „Социологические вопросы повышения профессиональной подготовки работников сельского хозяйства”, Социально-экономические и педагогические проблемы профессионально-технического образования в Молдавской ССР (în rusă), Кишинёв: Картя Молдовеняскэ: 50–55
- Dmitrenco, S. M. (1998), „Периодическая печать как посредник в трудоустройстве”, Statul, societatea, omul: Realizări și probleme ale tranziției (în rusă), Chișinău: Știința: 65–70
- Дмитренко, С. М. (1998), „Самостоятельная занятость населения трудом в переходный период”, Социальные проблемы реформирования общества (în rusă), Кишинёв: Академия наук Республики Молдова: 80–85
- Дмитренко, С. М. (2003), „Экономическое поведение в обществе с переходной экономикой”, Стратегия устойчивого развития: Современный мир (în rusă), Тирасполь: Литера: 315–320
- Dmitrenco, S. M.; Mocanu, V. I. (2003), „Sănătatea populației”, Idei și valori eterne, Cluj-Napoca: Editura Universității din Cluj, VII: 100–105
- Dmitrenco, S. M.; Mocanu, V. I. (2003), „Cercetări sociologice în sistemul de sănătate”, Îmbunătățirea sănătății și stilului de viață al populației: Probleme sociale, Chișinău: Paragon: 90–95

### Articole selectate
- Дмитренко, С. М. (1977), „Социологические вопросы повышения профессиональной подготовки работников сельского хозяйства”, Известия АН МССР (în rusă), Кишинёв (4): 140–142
- Дмитренко, С. М. (1978), „О повышении профессионально-квалификационного уровня работников интегрированных производств”, Известия АН МССР. Серия общественных наук (în rusă), Кишинёв (3): 57–63
- Дмитренко, С. М. (1979), „Из деревни — в город, из крестьян — в рабочий класс”, Кодры (în rusă), Кишинёв (11): 119–123
- Дмитренко, С. М. (1980), „Образование и профессиональная подготовка сельских мигрантов”, Известия АН МССР. Серия общественных наук (în rusă), Кишинёв (2): 33–37
- Dmitrenco, S. M. (1980), „Unele probleme cu privire la statornicirea lucrătorilor migranți de la sate la întreprinderile industriale din oraș”, Omul, colectivul, societatea, Chișinău: Știința: 50–56
- Dmitrenco, S. M. (1983), „Femeia contemporană – savant”, Femeia Moldovei, Chișinău (8): 11–15
- Дмитренко, С. М.; Жабицкая, Л. Г. (1987), „О таланте читателя”, Горизонт (în rusă), Кишинёв (9): 81–84
- Dmitrenco, S. M.; Bakurski, S. (1990), „Două varietăți ale migrației rurale în RSS Moldovenească”, Buletinul Academiei de Științe a RSS Moldovenești, Chișinău (16): 33–42
- Дмитренко, С. М.; Жабицкая, Л. Г. (1990), „Социометрическое изучение структуры межличностных отношений в классном коллективе”, Психодиагностика для учителя (în rusă), Кишинёв: Штиинца: 85–90
- Дмитренко, С. М. (1991), „Социально-демографический анализ кадрового потенциала академической науки”, Știința (în rusă), Кишинёв (4): 66–85
- Дмитренко, С. М. (1992), „К вопросу определения предметной области социологии безработицы”, Экономика и социология (în rusă), Кишинёв (3): 60–64
- Дмитренко, С. М. (1993), „Проблемы занятости в условиях рыночной экономики”, Экономика и социология (în rusă), Кишинёв (1): 72–87
- Dmitrenco, S. M.; Mocanu, V. I. (1995), „Șomajul în orașe și sate”, Economie și Sociologie, Chișinău (2): 74–80
- Dmitrenco, S. M. (1996), „Unemployment and personal social adaptation”, International Conference: Countries in Transition: Economic Reforms (în engleză), Chișinău: 208–209
- Dmitrenco, S. M.; Mocanu, V. I. (1997), „Studiul sociologic. Studiul Calității Apei Potabile în zona Rurală”, Study on the Quality of Rural Drinking Water, Chișinău: 23–26
- Дмитренко, С. М.; Crone, M. R.; Мокану, В. И.; Rijckevorsel, J. L. A. van (2000), „Социально-экономические проблемы использования питьевой воды в сельской местности”, Economie și Sociologie (în rusă), Chișinău (3): 72–83[19]
- Dmitrenco, S. M. (2001), „The Behavior of Rural Population Concerning Drinking Water”, Simpozion Științific Internațional (în engleză), Chișinău: 106–107
- Дмитренко, С. М.; Мокану, В. И. (2003), „Язык и этнические отношения в Молдове”, Всероссийский Социологический Конгресс: Российское Общество в XXI Столетии (în rusă), Москва: 120–125
- Дмитренко, С. М. (2004), „Рынок труда в Молдове: Социальный аспект”, Евразийские исследования (în rusă), Кишинёв (1): 70–75
- Дмитренко, С. М.; Мокану, В. И. (2005), „Межэтнические отношения в Молдове в контексте глобализации”, Социология и Глобализация (în rusă), Кишинёв: 90–95